# Aylestone Park F.C.
Aylestone Park F.C. là một câu lạc bộ bóng đá Anh đến từ Aylestone, ngoại ô Leicester, Leicestershire, đang thi đấu ở East Midlands Counties Football League. Câu lạc bộ được thành lập năm 1968. Trải qua 23 năm ở Leicestershire Senior League, đội bóng được chấp nhận thi đấu ở East Midlands Counties Football League League mùa giải 2012–13 sau khi về đích thứ 3 tại Leicestershire Senior League.

## Lịch sử
Aylestone Park Youth Football Club được thành lập năm 1968. Sau đó họ đổi tên thành Aylestone Park Old Boys và ở mùa giải 1989–90, đội bóng gia nhập Leicestershire Senior League Division One. Câu lạc bộ về đích thứ 2 ở mùa giải 1994–95 giành quyền thăng hạng Premier Division. Mùa giải 2001–02, Aylestone xuống chơi lại Division One, nhưng sau 2 mùa giải lại được thăng hạng trở lại sau khi đứng thứ 2 chung cuộc. Câu lạc bộ đổi thành tên hiện tại từ năm 2007 và sau khi đứng thứ 3 tại Premier Division mùa giải 2011–12, Aylestone được lên chơi ở East Midlands Counties Football League. Mùa giải 2014–15, câu lạc bộ chỉ định cựu huấn luyện viên đội trẻ Andy Panayiotou dẫn dắt đội chính. Mùa hè năm 2015, đội bóng bổ nhiệm Richard Hill làm huấn luyện viên trưởng sau khi ông ấy chuyển sang Ellistown & Ibstock vào tháng 5.

## Cầu thủ
-Thủ môn-
Sam Taylor,
Richard Edwards,
Luke Marriott.
-Hậu vệ-
Luka Batson,
Jamie Brown,
Mark Warren,
Joshua Unsworth,
Adam Orton,
Cameron Laywood,
Keiran Henfrey,
Keiran Neat
-Tiền vệ-
Adam Joynson, 
Ben Harris, 
Lee Tyres, 
Danny Gallagher, 
Liam Doughtey, 
Sam Hankin,
Nuno Gomez, 
Bobby Lea,
Jim Smith,
-Tiền đạo-
Richard Lewis,
Scott Stevenson, 
Jake Limbert.
-Nhân sự-
Richard Hill – Huấn luyện viên,
Paul Brown – Trợ lý HLV,
Jamie Parrott- Bác sĩ,
Jim Smith – Cầu thủ/HLV,
Brendan Davis – Huấn luyện viên,
Trevor Wiltshere- HLV/HLV đội dự bị,
Andy Talbott – Chủ tịch, 
Bob Stretton – Chủ sở hữu,
.

## Sân vận động
Đội bóng chơi trên sân nhà Saffron Lane, Aylestone. Aylestone Park chi £750,000 cho sân nhân tạo 4G mới chất lượng FIFA hoàn thành tháng 3 năm 2015.

## Danh hiệu

### Danh hiệu Giải đấu
- Leicestershire Senior League Division One[2]
  - Á quân 1994–95, 2001–02

## Kỉ lục
- FA Vase[3]
  - Vòng loại 2 2011–12, 2013–14, 2015–16